# Артамошкин (хутор)
Артамо́шкин — хутор в Чертковском районе Ростовской области.
Административный центр Донского сельского поселения.

## Население
| 2010 |
| ---- |
| 587  |

## Улицы
| - ул. Безымянная, - ул. Дальняя, - ул. Донская, - ул. Западная, - ул. Ивановская, | - ул. Кирпичная, - ул. Песчаная, - ул. Степная, - ул. Строителей, - ул. Центральная, | - ул. Школьная, - пер. Зелёный, - пер. Лесной, - пер. Садовый. |